# Alexander Jurjewitsch Radwilowitsch

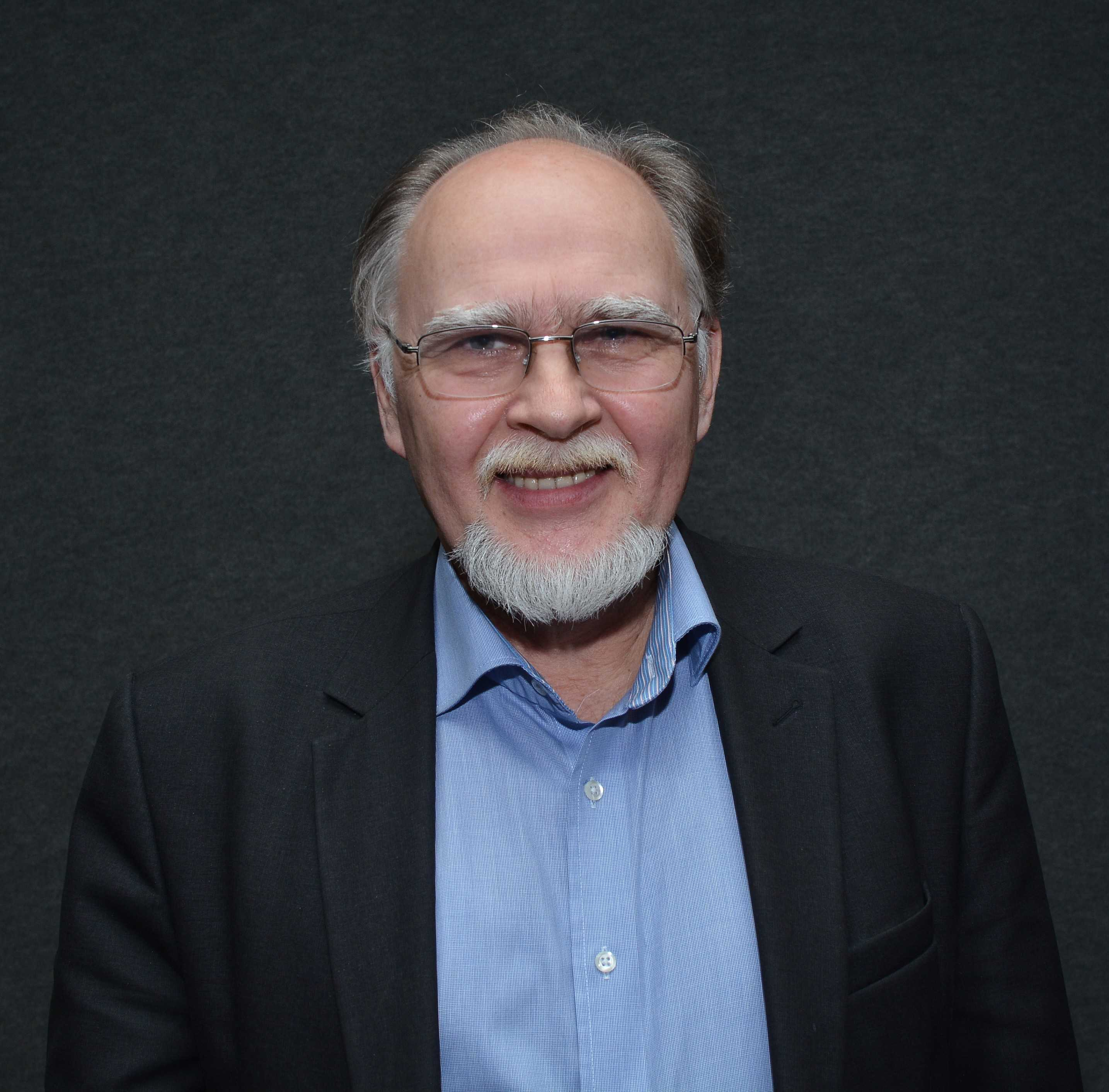
Alexander Radvilovich

Alexander Jurjewitsch Radwilowitsch (russisch Александр Юрьевич Радвилович, in englischer Transkription Alexander Radvilovich; * 1955 in Leningrad) ist ein russischer Komponist und Pianist.

## Leben
Radwilowitsch machte einen Abschluss am staatlichen Sankt Petersburger Konservatorium in der Komponistenklasse von Sergei Slonimski. Alexander Radwilowitsch ist Mitglied der russischen Komponisten-Union sowie Sekretär der Union russischer Komponisten St. Petersburg.
Er gründete das Festival für Neue Musik Sound Ways in St. Petersburg und ist der künstlerische Leiter dieses jährlich stattfindenden Ereignisses. Ebenso ist er Gründer des gleichnamigen Zusammenschlusses von Avantgarde-Musikern aus Europa, Asien, den USA und Russland. Als erster russischer Komponist hielt Alexander Radwilowitsch 1992 Vorträge bei den Internationalen Ferienkursen für Neue Musik in Darmstadt. Seit 1996 ist er Dozent am Sankt Petersburger Konservatorium sowie an der Gesellschaftswissenschaftlichen Universität St. Petersburg.

## Preise und Auszeichnungen
Radvilovich erhielt mehrere Preise und Auszeichnungen, darunter
- 1992 – Internationaler Komponistenwettbewerb Königin Marie-José in Genf
- 1998 – Johann-Wenzel-Stamitz-Spezialpreis, Deutschland
- 1996 – Stipendium des russischen Kulturministeriums

## Werke
(Auswahl)

### Orchesterwerke
- The Legend of the Violinist, sinfonische Dichtung
- Pushkin, Kammersinfonie
- Sinfonia-Sacra für Chor und Ensemble
- Tschechow-Sinfonie für Sinfonieorchester

### Konzerte
- Konzert für Englischhorn und Kammerorchester
- Kammerkonzert für Cembalo und Streicher
- Konzert für Violine, Streicher und Perkussion

### Opern und Liedwerke
- Splitter vom Kreuz für zwei Sprecher, Bläserquintett, Orgel und Glockenspiel zu Texten von Johannes Jourdan
- The Boy of Christ's Christmas Party für Streichquartett und Percussion
- Kammeroper Hindrance zu Texten von Daniil Charms
- Mini-Oper Let's write a Story für zwei Solisten und Chor
- Mini-Oper Störung nach Daniil Charms (Österreichische Erstaufführung, Wien 2017, Festival VISUAL)[4]
- Götterdämmerung, Postludium in Erinnerung an Verdi
- Sequenz in Erinnerung an Luciano Berio für Frauenchor, Streichorchester und Percussion
- The Passion of Judas
- Ein Alpenrequiem für Klavier, großes Schlagwerk und Gesangsquartett, Auftragswerk von ARBOS – Gesellschaft für Musik und Theater für das Szenische Konzert "Zehntausend Kilo Phosphor", Uraufführung am Klagenfurter Hauptbahnhof am 5. August 2017[5]